# アヌシー湖
アヌシー湖（Lac d'Annecy）は、フランスのオート＝サヴォワ県にある湖。世界屈指の透明度で知られ、またスイスにまたがるレマン湖のうちフランス領有部分を除けば、ブルジェ湖に次ぐ国内第2の湖でもある。
アヌシー湖はおよそ18000年前、大アルプス氷河の融解にともなって形成された。水源としては、周辺の山々に発するイール川、オー・モールト川、ロードン川、ボルネット川、ビオロン川等の複数の小河川が流入するほか、水深82m地点の湖底にあるブビオ湧水からも水が滾々と湧き出している。
湖の東西は山地に挟まれている。東のボルヌ山地には、標高2351mのトゥルネット峰を筆頭に、ダン・ドゥ・ランフォン峰、ヴェイリエール山、バロン山があり、西のボージュ山地にはセムノ峰やロック・デ・ブー峰がそびえ立つ。一方北側にはアヌシーやアヌシー＝ル＝ヴューといった市街地が広がり、南側はブ・デュ・ラックへ続く峡谷がファヴェルジュ方面に延びている。
湖からはティウー運河とヴァッセ運河が引かれ、豊富な湖水が流されている。これらは後に合流してアヌシーの北西1500mでフィエール川に注ぎ、さらにはローヌ川に至る。1960年代に始まる環境規制により保全されたアヌシー湖は非常に魅力的な観光地であり、様々な水上スポーツのメッカとして高い知名度を誇る。

## 基本データ
形状
北西のアヌシーから南東のブ・デュ・ラックまで延びる面積27.59km2の細長い湖で、中途が括れた落花生型をしている。周囲長は38kmで、全長は14.6km。全幅は最狭部がデュアン－ロック＝ドゥ＝シェール間の800m、最広部がヴェリエ＝デュ＝ラック－セヴリエ間の3350m。
水深
水深80.2mの最深部は湖の北西部、ピュイヤ沿岸に位置する。ここの水深20mから25m地点の湖底に楕円形の漏斗状地形があり、ブビオ湧水の噴出口となっているためである。ここを除いた最大水深はグラン・ラック（北湖）で64.7m、プティ・ラック（南湖）で55.2m。なお平均水深は41.5mである。
流入・流出
湖水の供給源は主に7本の小河川とブビオ湧水である。ティウー運河からの流出は毎秒8m3（年間2.6億m3）で、渇水時には毎秒4m3、増水時には40m3となる。蒸発量は平年で1500万m3であり、湖水滞留期間はおよそ4年である。なおトゥールとピュイヤに取水場があり、年間1000万m3もの水が採取されている。

## アヌシー湖に近接するコミューン
- アヌシー (Annecy)
- アヌシー＝ル＝ヴュー (Annecy-le-Vieux)
- ドゥサール (Doussard)
- デュアン (Duingt)
- ラテュイール (Lathuile)
- マントン＝サン＝ベルナール (Menthon-Saint-Bernard)
- サン＝ジョリオ (Saint-Jorioz)
- セヴリエ (Sévrier)
- タロワール (Talloires)
- ヴェリエ＝デュ＝ラック (Veyrier-du-Lac)